# فیلم‌نامه اقتباسی
فیلم‌نامهٔ اقتباسی به فیلم‌نامه‌ای گفته می‌شود که از روی متن ادبی، یک اثر هنری یا حوادث طبیعی با محتوایی مشابه اقتباس شده باشد.
فیلمنامه‌های اقتباسی که منبع اصلی الهام قصه‌های آنان در خارج از ذهن و تصور فیلم‌نامه‌نویس‌های آنان قرار دارد، بیشتر از فیلم‌نامه‌های اصیل و اورجینال هستند. بسیاری از فیلم‌نامه‌نویسان جوان و قدیمی ترجیح می‌دهند از منابع مختلفی مثل کتاب‌های پرخواننده، قصه‌های کوتاه، نمایش‌های صحنه‌ای، فیلم‌های دیگر و مقالات و اخبار روزنامه‌ای به عنوان منبع الهام خود کمک بگیرند.